# Rodzinka z piekła rodem
Rodzinka z piekła rodem – amerykańska tragikomedia z 1995 roku na podstawie książki Franza Lidza.

## Główne role
- Andie MacDowell - Selma Lidz
- John Turturro - Sid Lidz
- Michael Richards - Danny Lidz
- Maury Chaykin - Arthur Lidz
- Nathan Watt - Steven/Franz Lidz
- Anne De Salvo - May
- Celia Weston - Amelia

i inni

## Opis fabuły
12-latek po śmierci matki i załamaniu nerwowym ojca musi przedwcześnie dojrzeć. W końcu ucieka do swoich zdziwaczałych wujów.

## Nagrody i nominacje
Oscary za rok 1995
- Najlepsza muzyka w komedii/musicalu - Thomas Newman (nominacja)